# Alveinus miliaceus
Alveinus miliaceus is een tweekleppigensoort uit de familie van de Kelliellidae. De wetenschappelijke naam van de soort is voor het eerst geldig gepubliceerd in 1869 door Issel.